# Абрамов, Спартак Иванович
Абрамов Спартак Иванович (16 июля 1930, Казанка, Криворожский округ — 15 июля 1993, Апостолово, Днепропетровская область) — советский колхозник, звеньевой колхоза «Первое Мая» Апостоловского района Днепропетровской области Украинской ССР. Герой Социалистического Труда (1971).

## Биография
Родился 16 июля 1930 года в селе Казанка (ныне посёлок Казанка Казанковского района Николаевской области).
Окончив школу фабрично-заводского ученичества начал работать подземным бурильщиком на шахте имени Орджоникидзе в Кривом Роге. Был призван на срочную службу, которую проходил в Военно-морском флоте. После увольнения в запас вернулся работать на рудник.
В 1956 году по собственной просьбе был направлен на работу в сельское хозяйство. Переехал в село Перше Травня Апостоловского района Днепропетровской области, где начал работать прицепщиком в колхозе «Первое Мая». Окончив курсы трактористов стал работать механизатором. 
В 1962 году возглавил механизированное полеводческое звено, позже — механизированный отряд по выращиванию сельскохозяйственных культур на орошаемых землях. Под руководством Абрамова полеводческое звено добилось получения урожайности до 438 центнеров свёклы, 193 центнера картофеля, 400 центнеров кукурузы на силос с гектара. Звено одним из первых перешло на работу с оплатой по конечному результату — по итогам года члены звена получали по 1600—1700 рублей дополнительной оплаты.
Добивался высоких результатов труда, становился одним из лучших механизаторов Апостоловского района и Днепропетровской области.
Указом Президиума Верховного Совета СССР от 8 апреля 1971 года, за выдающиеся успехи, достигнутые в развитии сельскохозяйственного производства и выполнении пятилетнего плана продажи государству продуктов земледелия и животноводства, Абрамову Спартаку Ивановичу присвоено звание Героя Социалистического Труда со вручением ордена Ленина и золотой медали «Серп и Молот».
В дальнейшем ежегодно механизированный отряд, под руководством Спартака Ивановича, добивался высоких трудовых показателей.
В 1985 году вышел на пенсию. 
Умер 15 июля 1993 года в Апостолово, похоронен в селе Перше Травня Апостоловского района Днепропетровской области.

## Награды
- Заслуженный мелиоратор Украинской ССР (1965);
- Орден Трудового Красного Знамени (30.04.1966);
- Медаль «Серп и Молот» (8 апреля 1971, № 17519);
- дважды Орден Ленина (8 апреля 1971, № 409332).